# لیتل بیگ
لیتل بیگ  یک گروه موسیقی در سبک ریو است که در سال ۲۰۱۳ در سنت پترزبورگ پایه‌گذاری شد. اعضای این گروه موسیقی ایلی الیچ پروزیکن، سرگئی گک میکاروف، سوفیا تایرسکایا، المپیا ایلووا و آنتون بو لیسوف هستند. اولین آلبومشان با نام «با روسیه از عشق» در ۱۷ مارس ۲۰۱۴ منتشر شد. این گروه تا به حال دو آلبوم و سه تک آهنگ منتشر کرده.

## تاریخچه
این گروه در تاریخ ۱ آوریل ۲۰۱۳ با انتشار نخستین موزیک‌ویدئوشان با عنوان من هر روز می‌نوشم ایجاد شد.
آنها در اروپا و روسیه تور برگزار کردند. ایلی پروزیکن در مصاحبه با یوتی‌وی گفت: «این موسیقی واقعاً تقاضا دارد. ما یک پنی هم سرمایه‌گذاری نکردیم، فقط ویدیو ضبط کردیم و در اروپا شناخته شدیم.»
الیا پرسیکین، سرپرست گروه در مصاحبه با Noisey گفت: «ما فقط می‌خواهی به مردم نشان دهیم که آنها مالک زندگی‌های خودشان هستند. کشورها و حکومتها آنقدر مهم نیستند که با چیزی که آن‌ها می‌خواهند مقابله کنند.»

## سبک موسیقی
گروه می‌گوید که آن‌ها از گروه‌های مختلفی از کنیبال کورپس، نیروانا، رد هات چیلی پپرز، رامشتاین و د پرادیجی گرفته تا موتزارت و ویوالدی تأثیر گرفته‌اند.
- ایلی الیچ پروزیکن
- المپیا ایلووا
- آنتون بو لیسوف
- سوفیا تایرسکایا

## ترانه‌شناسی
آلبوم‌ها
- با روسیه از عشق (2014)[۱۹]
- مراسم تشییع Rave (2015)

ای‌پی
- Rave On (2017)[۲۰]

تک آهنگ‌ها
- من هر روز می‌نوشم (2013)[۲۱]
- ما دکمه‌ای را فشار می‌دهیم (۲۰۱۳)
- اوباش روسیه (۲۰۱۳)
- زندگی در آشغال (۲۰۱۳)
- اسب شاخدار مرده (2014)[۲۲]
- درون مهربان، برون سخت‌گیر (2015)[۲۳]
- پولت را به من بده (با همراهیتامی کش) (2015)[۲۴]
- می‌تونی بگیری (تاتارکا با همراهی لیتل بیگ) (2016)[۲۵]
- LollyBomb (2017)[۲۶]

موزیک ویدئوها
- ۲۰۱۳ — من هر روز می‌نوشم[۲۷]
- ۲۰۱۳ — ما دکمه‌ای را فشار می‌دهیم[۲۸]
- ۲۰۱۳ — اوباش روسیه[۲۹]
- ۲۰۱۳ — زندگی در آشغال[۳۰]
- ۲۰۱۴ — دشمن عمومی[۳۱]
- ۲۰۱۴ — اسب شاخدار مرده [۲۲]
- ۲۰۱۴ — با روسیه از عشق[۱۹]
- ۲۰۱۵ — درون مهربان، برون سخت‌گیر[۳۲]
- ۲۰۱۵ —پولت را به من بده (با همراهی تامی کش)[۳۳]
- ۲۰۱۶ — کیر بزرگ[۳۴]
- ۲۰۱۶ — عشق نفرت‌انگیز[۳۵]
- ۲۰۱۶ — Polyushko Polye[۳۶]
- ۲۰۱۷ — می‌تونی بگیری (تاتارکا با همراهی لیتل بیگ)
- ۲۰۱۷ — Rave On
- ۲۰۱۷ — LollyBomb[۲۶]

## پیوندها
- وبگاه رسمی
- کانال لیتل بیگ در یوتیوب